# Blepisanis angusta
Blepisanis angusta är en skalbaggsart som beskrevs av Aurivillius 1914. Blepisanis angusta ingår i släktet Blepisanis och familjen långhorningar.
Artens utbredningsområde är Kenya. Inga underarter finns listade.